# Dexter McCoil
Dexter McCoil (* 5. September 1991 in Metairie, Louisiana) ist ein US-amerikanischer American-Football-, Canadian-Football- und Arena-Football-Spieler. Er spielte auf der Position des Safeties in der Arena Football League (AFL) und National Football League (NFL) und aktuell in der Canadian Football League (CFL) für die Toronto Argonauts als Linebacker.

## Karriere
McCoil spielte College Football an der University of Tulsa. Er erzielte in seiner Karriere dort 315 Tackles, 18 Interceptions und drei Ernennungen zum All-Conference-USA. Er schloss die Uni mit einem Abschluss in Sportphysiologie ab.
Nachdem McCoil im NFL Draft 2013 nicht ausgewählt worden war, besuchte er das Rookie Minicamp der Oakland Raiders, schaffte jedoch nicht den Sprung in den 90-Mann-Kader. 2014 spielte er einige Spiele für die Los Angeles Kiss in der AFL, wurde jedoch in der Mitte der Saison entlassen. Im Anschluss verpflichteten ihn die Edmonton Eskimos aus der CFL. Hier spielte er zwei Saisons, in denen er 144 Tackles, sechs Sacks und neun Interceptions erzielte, wovon er drei für einen Touchdown zurücktrug. In seiner ersten Saison wurde er zum herausragendsten Rookie der Saison gewählt. 2015 gewann er mit den Eskimos den Grey Cup. Im Januar 2016 verpflichteten die San Diego Chargers McCoil. Hier schaffte er den Sprung in den Kader und spielte in allen Saisonspielen, davon zwei von Beginn an. Er erzielte 25 Tackles und eine Interception. Auch in der folgenden Saison schaffte McCoil es in den Kader der Chargers. Er spielte in zwei Spielen, in denen er einen Tackle in den Special Teams erzielte, ehe er im Oktober 2017 entlassen wurde.
Nach seiner Entlassung wurde er von den San Francisco 49ers verpflichtet. Er spielte für sie in acht Spielen, wobei er einen Tackle erzielte. Am 30. April 2018 wurde er entlassen. Am 17. August 2018 wurde er von den 49ers wiederverpflichtet. Im Rahmen der finalen Kaderverkleinerung wurde McCoil entlassen. Am 26. September 2018 verpflichteten die 49ers McCoil für ihren Practice Squad, jedoch wurde er bereits am 9. Oktober 2019 wieder entlassen. Am 2. Januar 2019 verpflichteten die Chargers McCoil für ihren Practice Squad, er verletzte sich jedoch bereits am ersten Tag und wurde daraufhin auf der Practice Squad/Injured List platziert.

## Stil
McCoil wird als Hybridspieler aus Safety und Linebacker gesehen. Er ist groß und physisch genug, um sich in der Nähe der Scrimmage-Linie als Laufverteidiger oder Pass-Rusher in Sub-Packages aufzustellen, aber auch mobil genug, um als tiefer Safety zu spielen oder Slot Receiver in die Manndeckung zu nehmen.